# Lake Moondarra
Lake Moondarra ist ein Stausee im Nordwesten des australischen Bundesstaates Queensland. Er liegt am Leichhardt River, erstreckt sich 13 bis 20 km nördlich von Mount Isa und dient der Trinkwasserversorgung der Stadt und der Brauchwasserversorgung der umliegenden Kupfer-, Zink- und Silberminen. (Mount Isa Mines).

## Geschichte
Der Bau der Staumauer begann 1956 und am 6. November 1958 war das Werk, das £ 1,7 Mio. gekostet hatte, fertiggestellt. Der Staudamm wurde für Mount Isa Mines gebaut und war damals das größte privat finanzierte Wasserbauprojekt Australiens. Der Bau wurde von Utah Construction begonnen, aber Thiess Brothers schloss es schließlich ab.
Am 11. Juli 1961 wurde der Stausee nach einem Benennungswettbewerb, den Danny Driscoll, ein Einwohner von Mount Isa, gewann, in 'Lake Moondarra' umbenannt. Dieser aus der Sprache der örtlichen Aborigines abgeleitete Name bedeutet: viel Regen mit Donner.

## Einrichtungen
Am Stausee finden sich Picknickplätze, Schwimmpontons, eine Wasserskirampe und andere Wassersporteinrichtungen. Auch bei Vogelbeobachtern, Seglern und Anglern ist der See beliebt. Es wurden Barramundi und Brachsen eingesetzt.
Die Transport Bay erhielt ihren Namen, weil dort Lastwagen der Mount Isa Mines Tonnen von Sand anlieferten, um einen künstlichen Strand zu schaffen.